# Anna Christian
Anna Christian née le 6 août 1995 à Douglas, est une coureuse cycliste mannoise. Elle est la sœur de Mark Christian.

## Biographie

### Débuts
Elle commence le cyclisme à l'âge de cinq ans.
De 2012 à 2014, elle est membre de l'équipe Epic-Scott. En 2014, elle est sélectionnée en équipe nationale pour les Jeux du Commonwealth et les championnats du monde sur route.
Elle devient professionnelle en 2015 au sein de l'équipe Wiggle Honda.

## Palmarès sur route

### Palmarès par années
- 2013
  -  Championne de Grande-Bretagne sur route juniors

### Classements mondiaux
| Année                                 | 2017 | 2018 | 2019 |
| ------------------------------------- | ---- | ---- | ---- |
| Classement UCI                        | 284e | 574e | 610e |
| UCI World Tour                        | 162e | 187e | 252e |
|                                       |      |      |      |
| Légende : nc = non classéSource : UCI |      |      |      |